# Kazimieras Černis
Kazimieras Černis es un astrónomo y astrofísico lituano nacido en Vilna el 11 de noviembre de 1958. Es miembro activo de la Unión Astronómica Internacional, y ha descubierto numerosos planetas menores y cometas. En 2012, descubrió (420356) Praamzius, un objeto transneptuniano candidato al estatus de planeta enano. También está en el origen del descubrimiendo del centauro (330836) Orios.

## Biografía
Černis se graduó de la Universidad de Vilna en 1981. De 1981 a 1990, trabajó en el Instituto de Física de la Academia de Ciencias de Lituania. Desde 1996, es investigador en el Instituto de Física Teórica y Astronomía de la Universidad de Vilna.
Sus investigaciones tratan sobre la fotometría de las estrellas y la estructura de la Vía Láctea, el Sistema Solar, los cometas y los asteroides. Es el jefe de proyecto de un programa de investigación de asteroides en el Observatorio Astronómico de Molėtai. Para el año 2006, Černis había descubierto 25 nuevos cometas (cometas de Černis) y 125 asteroides. A partir de 2016, el Centro de Planetas Menores le atribuye el descubrimiento o el codescubrimiento de 113 planetas menores numerados entre 2001 y 2012, en parte con la colaboración de otros astrónomos tales como Edvardas Černis, Ilgmārs Eglītis, Vygandas Laugalys, Justas Zdanavičius y Kazimieras Zdanavičius. Ha publicado artículos sobre la fotometría de las estrellas y ha investigado la extinción interestelar en la dirección del anticentro galáctico.

## Descubrimientos
| (68730) Straizys      | 15 de marzo de 2002      |
| (73059) Kaunas        | 16 de marzo de 2002      |
| (95593) Azusienis     | 16 de marzo de 2002      |
| (95851) Stromvil      | 26 de marzo de 2003      |
| (124192) Moletai      | 26 de julio de 2001      |
| (135561) Tautvaisiene | 16 de marzo de 2002      |
| (140628) Klaipeda     | 20 de octubre de 2001    |
| (141496) Bartkevicius | 15 de marzo de 2002      |
| (144752) Plunge       | 16 de abril de 2004      |
| (151430) Nemunas      | 16 de marzo de 2002      |
| (154932) Sviderskiene | 12 de octubre de 2004    |
| (155138) Pucinskas    | 9 de octubre de 2005     |
| (157534) Siauliai     | 8 de octubre de 2005     |
| (166229) Palanga      | 17 de marzo de 2002      |
| (167960) Rudzikas     | 13 de marzo de 2005      |
| (175548) Sudzius      | 27 de septiembre de 2006 |
| (180141) Sperauskas   | 26 de marzo de 2003      |
| (184096) Kazlauskas   | 16 de abril de 2004      |

| (185150) Panevezys   | 23 de septiembre de 2006 |
| (187276) Meistas     | 8 de octubre de 2005     |
| (189396) Sielewicz   | 2 de mayo de 2008        |
| (198820) Iwanowska   | 13 de marzo de 2005      |
| (202092) Algirdas    | 11 de octubre de 2004    |
| (202704) Utena       | 14 de abril de 2007      |
| (203823) Zdanavicius | 5 de octubre de 2002     |
| (210147) Zalgiris    | 21 de septiembre de 2006 |
| (212587) Bartasiute  | 23 de septiembre de 2006 |
| (212606) Janulis     | 27 de septiembre de 2006 |
| (233661) Alytus      | 31 de agosto de 2008     |
| (237845) Neris       | 16 de marzo de 2002      |
| (242479) Marijampole | 12 de octubre de 2004    |
| (248993) Jonava      | 14 de abril de 2007      |
| (252794) Maironis    | 16 de marzo de 2002      |
| (274084) Baldone     | 3 de enero de 2008       |
| (284984) Ikaunieks   | 12 de abril de 2010      |
| (286693) Kodaitis    | 16 de marzo de 2002      |
| (289020) Ukmerge     | 12 de octubre de 2004    |

| (289021) Juzeliunas   | 12 de octubre de 2004    |
| (294664) Trakai       | 3 de enero de 2008       |
| (296968) Ignatianum   | 12 de marzo de 2010      |
| (302849) Richardboyle | 27 de marzo de 2003      |
| (305181) Donelaitis   | 5 de noviembre de 2007   |
| (320153) Eglitis      | 23 de marzo de 2007      |
| (321324) Vytautas     | 25 de abril de 2009      |
| (325588) Bridzius     | 19 de septiembre de 2009 |
| (330836) Orios        | 25 de abril de 2009      |
| (332530) Canders      | 29 de julio de 2008      |
| (343157) Mindaugas    | 25 de abril de 2009      |
| (352646) Blumbahs     | 25 de julio de 2008      |
| (353577) Gediminas    | 5 de enero de 2008       |
| (392142) Solheim      | 16 de abril de 2009      |
| (418220) Kestutis     | 3 de febrero de 2008     |
| (420356) Praamzius    | 23 de enero de 2012      |
| (428694) Saule        | 29 de julio de 2008      |
| (457743) Balklavs     | 18 de abril de 2009      |